# サトシのポケモン (カントー・オレンジ諸島編)
サトシのポケモン (カントー・オレンジ諸島編)では、任天堂のゲームソフト『ポケットモンスター』シリーズを原作とするアニメ『ポケットモンスター』シリーズに登場するサトシのポケットモンスター（ポケモン）のうち、カントー編・オレンジ諸島編から登場したものについて記述する。

## 凡例
記載されている略号
以下のタイトル名の前に付与された数字（シリーズ番号）は、日本語オリジナル版を番組名の違い（リコとロイ編はひとシリーズとする）で数えた通称であり、他の言語版のシリーズ/シーズン番号とは異なる場合がある。
- 1.『ポケットモンスター（無印）』 - 《PM》（無印、平成無印、1997年版、第1シリーズ、平成版）：カントー地方編 - 《KT》、オレンジ諸島編 - 《OS》、ジョウト地方編 - 《JT》
- 2.『ポケットモンスター アドバンスジェネレーション』 - 《AG》：ホウエン地方編 - 《HT》、バトルフロンティア編 - 《BF》
- 3.『ポケットモンスター ダイヤモンド&パール』 - 《DP》
- 4.『ポケットモンスター ベストウイッシュ』 - 《BW》
  - シーズン1『ポケットモンスター ベストウイッシュ』 - 《BW》
  - シーズン2『ポケットモンスター ベストウイッシュ シーズン2』 - 《BW2》：エピソードN - 《BW2N》、デコロラアドベンチャー - 《DA》
- 5.『ポケットモンスター XY』 - 《XY》
  - シーズン1『ポケットモンスター XY』 - 《XY》
  - シーズン2『ポケットモンスター XY&Z』 - 《XY&Z》
- 6.『ポケットモンスター サン&ムーン』 - 《SM》
- 7.『ポケットモンスター（新無印）』 - 《PM2》（新無印、令和無印第1作、2019年版、第7シリーズ）
  - シーズン1『ポケットモンスター』 - 《PM2》
  - シーズン2『ポケットモンスター めざせポケモンマスター』 - 《MPM》
- 8.『ポケットモンスター（リコとロイ編）』 - 《LR》（リコとロイ編、令和無印第2作、2023年版、第8シリーズ）
  - シーズン1『ポケットモンスター リコとロイの旅立ち』 - 《LR1》
  - シーズン2『ポケットモンスター テラパゴスのかがやき』 - 《LR2》
  - シーズン3『ポケットモンスター テラスタルデビュー』 - 《LR3》
- 『ポケットモンスター サイドストーリー』 - 《SS》
- 『ポケットモンスター（劇場版）』 - 《MV》
- 『ポケットモンスター（OVA）』 - 《OA》（機内上映向け作品を含む場合がある）

## 構成
本編では、ゲームにおいて最初に貰える「草・炎・水」の3タイプの初心者用ポケモンをゲットし、絶えず手持ちとして扱っていた。また、同シリーズ内で最もゲット回数の多いシリーズでもある。

## カントー編から登場したポケモン
※全てカントー地方・オレンジ諸島でゲットされたポケモン。戦績の対象は、ジム戦やポケモンリーグといった公式戦のみ。
| ジム戦     | ニビ | ハナダ | クチバ | ヤマブキ | タマムシ | セキチク | グレン | トキワ |
| ---------- | ---- | ------ | ------ | -------- | -------- | -------- | ------ | ------ |
| バタフリー |      | ○      |        |          |          |          |        |        |
| ピジョット | ○    | ○      |        |          |          | ○        |        | ○      |
| フシギダネ |      |        |        |          | ○        |          |        | ○      |
| リザードン |      |        |        |          | ○        | ○        | ○      |        |
| ゼニガメ   |      |        |        |          |          |          | ○      | ○      |

### バタフリー
キャタピー→トランセル→バタフリー
- 声 - 愛河里花子
- 性別：♂
- 戦績：0勝1敗
- 登場時期：KT・SM・PM2・MV

2話から登場。元々はトキワの森に生息していた個体。サトシがボールを投げることによって初めてゲットしたポケモンであり、また初めて別れたポケモン。サトシ初のむしタイプ。
2話の終盤でキャタピーを見つけたサトシが、ダメージを与えて弱らせるなどせずいきなりモンスターボールを投げ、そのまま3話でゲットされた。
同話で野生のピジョンを相手に苦戦するも、ロケット団のアーボやドガースを相手に「いとをはく」で撃退した。そして、トランセルに進化する。
その後スピアーの大群に襲われた際、1体のスピアーに攫われてしまう。その際に、サトシの手持ちに戻ることを拒否した。スピアーの群れから自身を必死に守ってくれるサトシの気持ちが伝わり、初めて「たいあたり」を使ってスピアーの撃退に成功。その時の衝撃でさなぎの背中が破れ、中から成虫が羽化する様にバタフリーへと進化した。なお、サトシに「イヤンイヤンセル」と言葉にしたこともある。
ピカチュウとは割りと早く打ち解けており、トキワの森での夜、ピカチュウに「いつか綺麗なバタフリーになる」と夢を語っていた。カスミのことを気に入っているが、キャタピー時代はカスミが虫ポケモンを嫌いであるのを理由に毛嫌いされていた。しかし、バタフリーに進化してからは後のヘラクロスと同様に嫌われず、良き相談相手となっている。
15話で、サントアンヌ号にてジェントルマン（声 - 中村大樹）のラッタとの交換を提案されたことがあった。その時サトシは軽い気持ちで交換に応じた。しかし、バタフリーへの愛着から深く考え直し、騒動の後で交換し直してもらっている。以後、サトシはDP55話で自分のエイパムとヒカリのブイゼルを交換するまでの間、自分のポケモンを交換に出すことはなかった。
ジム戦などで活躍した後、ヤマブキシティに着く少し前の断崖で気球に乗ったトレーナーたちがバタフリーを放し、子孫を増やすための旅に出させるといった場面に遭遇。サトシのバタフリーもお目当てのピンク色の♀のバタフリーにアタック。最初はあっさり振られてしまったものの、ロケット団に自分以外のバタフリーが捕まったときに助け出したのをきっかけに絆が芽生え、めでたくカップルが成立した。サトシは寂しい気持ちを堪えつつ、バタフリーに激励の言葉をかけながら大きく手を振り別れを告げる。
その後は劇中でサトシと再会することは無かったが、AG編のEDやBF編のOPでは久々に顔を出している。BF編の方ではピンクのバタフリーの姿も共に見られた。サトシにとってもバタフリーへの想い入れは強かったようで「自分が初めて捕まえたポケモン」として回想する事が度々ある他、『ポケットモンスター ベストウイッシュ』第130話では一匹だけ進化が遅れたキャタピーにサトシは自分のキャタピーを思い出し、進化を手伝いトランセル・バタフリーへと進化させ、いつか再会を約束し仲間の元に旅立たせた。 無印98話では別個体のキャタピーをゲットしようとモンスターボールを構えたが、虫嫌いなカスミに止められた。
ポケモンの中でも進化が早いとはいえ、サトシのポケモンでゲットしてからたった2話で最終進化したのは現時点ではキャタピーのみである。
PM2で久々に登場し、他のポケモンたちと共にピカチュウを応援した。その後、最終回EDでピンクバタフリーと共にサトシと久々の再会を果たした。
技は「たいあたり」の他、キャタピー時代は「いとをはく」、トランセル時代は「かたくなる」、バタフリーへ進化後は「ねむりごな」、「しびれごな」、「ふきとばし」、「かぜおこし」を使用した。
『劇場版ポケットモンスター キミにきめた!』にも登場しており、こちらはオープニングでのピカチュウとのバトルの末にゲットされ、野生のカイロスとのバトルでトランセルに、オコリザルの群れに襲われた際にバタフリーに進化。その後、オニドリルに襲われていたピンク色のバタフリーを助けたことで相思相愛になり、繁殖により南に旅立つため涙ながらにサトシ達と別れた。

### ピジョット
ピジョン→ピジョット
- 声 - 林原めぐみ
- 戦績：4勝4敗
- 登場時期：PM・AG・BW2N・MPM・MV

3話から登場。キャタピーと同じく、元々はトキワの森に生息していた個体。通常のピジョンよりは若干小柄。
ミミズを食べていたところにモンスターボールを投げられるも弾いて拒む。サトシのキャタピーを襲い、退けるも、続くピカチュウの「でんきショック」で体力を減らされ、モンスターボールに収まった。サトシ初のノーマル及びひこうタイプ。
主にロケット団の追跡係や偵察、他のポケモンを乗せて飛行するサポート役等をこなしている。ロケット団のアーボとドガースの2体を相手に善戦したこともある。
ニビジムではタケシのイシツブテ、セキチクジムではキョウのモルフォンに敗退したが、ハナダジムではカスミのスターミー、トキワジムでは自分より遥かに大きく相性が悪いサイドンを倒している。サトシに忠実な性格で、OS1話ではカスミから「素直で良い子」と評されている。
この後登場する、フシギダネ、ヒトカゲ、ゼニガメが登場してからは、3体が登場し活躍しているにも関わらず、彼だけ出番がなかった例もある（映画『ミュウツーの逆襲』、テレビアニメ『きょだいポケモンのしま⁉』、『ゴーストvsエスパー』など）。
オレンジ諸島編序盤の83話、1話でサトシを襲ったオニスズメの群れのうち、サトシに石を投げられた個体がオニドリルへと進化し、森に棲む野生のポッポやピジョンたちに被害を被らせていた事が発覚。オニドリルと空中戦を展開し苦戦を強いられるが、ピジョットへと最終進化を遂げ、進化でのパワーアップによりオニドリルの撃退に成功する。サトシはオニドリルをゲットしようとモンスターボールを投げたが、弱ってもボールを弾く体力が残っており、また襲撃してくる可能性があったため、ポッポたちをオニドリルとオニスズメの群れから守らせるためにサトシと別れた。
ジョウト編の131話、ハヤトのピジョットを見た際にも回想で登場。
本編以外では、初代OPで後の展開に先駆けてサトシがピジョットを繰り出してオニドリルと対決させるシーンがある。AG編のEDやBF編のOPにも登場している。
BW2Nの8話ではサトシの回想でピジョンとして久々に登場（ピジョットの姿に似た髪形で登場しているが、当時はピジョンだったためか、サトシには「ピジョン」と呼ばれている）。PM2ではピジョットとして久々に登場し、ピカチュウを応援した。
MPM最終話ではトキワの森でロケット団に捕まったピカチュウを助けるために駆け付ける。ポッポ達から心配する必要が無いことを判断した事で、再びサトシの元に手持ちに復帰した。サトシと別れたポケモンの中では手持ちに復帰するまでの期間がもっとも長いポケモンでもある。
使用技は「かぜおこし」、「ふきとばし」、「でんこうせっか」、「つばさでうつ」、「すなかけ」、「すてみタックル」。

### フシギダネ
フシギダネ
- 声 - 林原めぐみ
- 性別：♂
- 戦績：5勝3敗2分
- 登場時期：PM・AG・DP・BW・SM・PM2・MPM・SS・OA・MV

10話から登場。元々はポケモンたちの隠れ里にいた個体。リーダー的存在であり、用心棒のような役割を担っていた。
当初はサトシに反感を示していたが後に心が通じ合い、サトシのバトルの実力を試した上でゲットされる。サトシ初のくさ及びどくタイプ。以降サトシの主力として数多くのバトルで活躍。カントーのジム戦ではあまり活躍できなかったが、リーグ戦では4回戦でスピアーとストライクを立て続けに倒す活躍を見せる。オレンジ諸島編ではユズジムでナッシーを倒す活躍を見せた。
当初はサトシを信用していなかったのか、17話では他のポケモンたちとの協調性に欠ける面を見せており、サトシに捨てられたと疑い、ピカチュウと言い合いになっている。51話ではフシギソウに進化しそうになるも断固として進化を拒んだりするなど、少々頑固で捻くれた性格。一方で、付き合いの長かったゼニガメが消防団として働くためメンバーから離脱する際には、その別れを惜しんでか、顔はそっぽを向けながらもツルでさりげなく握手をして見せるなど、シャイな一面も見せている。
酒癖が悪いのか、17話でのヤドンが切り盛りするおでんの屋台のシーン（夢の中）では、自棄酒を始めゼニガメに対して絡んでいた。通訳字幕によると一人称は「おれ」。
金銀編に突入して以降も長い間活躍していたが、227話にて、オーキド研究所のポケモン農場の草ポケモンと水ポケモンたちの縄張り争いを鎮めた件がきっかけで、オーキド邸のポケモンたちのまとめ役となり、サトシの元を離れ研究所に残ることとなった。
ゲットしてから約4年半もの間ずっとサトシの手持ちに加わっており、これはピカチュウを除くと最長記録である。
ジョウトリーグのジュンイチ戦ではピカチュウ・ヒノアラシを立て続けに倒したレアコイルを倒し、メガニウムとも引き分けた。
ホウエン編ではハルカが別個体のフシギダネをゲットした際に呼び出されている。バトルフロンティア編では、バトルピラミッドのジンダイ戦に備えるサトシに呼び出され、昔ながらの仲間のピカチュウ、リザードン、ゼニガメと再会を喜び合い、3日間の合宿を共にした。ジンダイのサマヨールを倒し、ソルロックとも引き分けた。
DP182話でシンオウリーグエントリー後サトシに呼び出されてはいないものの、オーキド研究所で順番を抜かされたヘラクロスには相変わらず種の蜜を吸われている場面がある。
BW2N8話ではサトシの回想の中、リザードン、ゼニガメ、ピジョン（現在のピジョット）と並んで登場。
DA最終回でも登場。パンジーのインタビューを受けていたが、サトシが帰ってくると嬉しそうにサトシの元に駆け寄った。また、「ソーラービーム」の打ち上げ方で、各地方でゲットしたサトシのポケモンを集めることができることが判明した。
SM42話でも登場。草ポケモン達の争いを鎮めている最中に、カスミやタケシと共に研究所のポケモン達を探していたサトシと再会し喜んでいた。その後、ムサシのミミッキュに対して一瞬怖気づいていた。
PM2でもサトシと久々の再会を果たし、リザードンと共にいち早く喜んでいた。
現在の使用技は「つるのムチ」、「はっぱカッター」、「ソーラービーム」、「やどりぎのタネ」。以前は「たいあたり」や「ねむりごな」も使用。

### リザードン
ヒトカゲ→リザード→リザードン
- 声 - 三木眞一郎
- 親：ダイスケ【アニメ版・元】 / クロス【劇場版・元】
- 性別：♂
- 戦績：12勝5敗
- 登場時期：PM・BW・PM2・MPM・MV

11話から登場。元々は不良トレーナー・ダイスケ（声 - 緑川光）の手持ちだった個体。
他のポケモンに比べて「弱い」、「育てるのが面倒」という理由で捨てられた。雨の中に置き去りにされていたところをサトシたちに救出され、自分が捨てられたことを知るとダイスケを見限り、サトシのモンスターボールの中に自ら入る。サトシ初のほのおタイプ。
17話での通訳字幕では敬語で話しており、物腰も控えめで穏やか。バトル以外でも、尻尾の炎は洞窟などの暗い場所での明かりとして重宝した。
タマムシジムでウツドン、セキチクジムでゴルバットを倒す活躍をし、43話で暴走するナッシーの大群を「かえんほうしゃ」の連続攻撃で正気に戻した直後、リザードに進化。サトシがゲットしたカントー地方の御三家の中で唯一進化したポケモンであり、メインキャラクターの手持ちとしての御三家の中で最も早く進化したポケモンでもある。間を置かずして46話にてグランパキャニオンで自由に飛ぶことが出来ないことをプテラに侮辱され、悔しさがこみ上げ怒りが爆発した勢いでリザードンに進化し、自在に空を飛びながらプテラを追跡・空中戦に発展した。リザードからリザードンに進化する前にバトルに出したのは2回のみだが、最終進化が早いわけではなく、BW2の回想シーンでサトシは「言う事を聞かないけど、俺は諦められなくてリザードをバトルに何度も出し続けた」と言っていることから本編では描かれていない話で出していたことになる。
ヒトカゲ時代は忠実だったが、リザードに進化して以降はサトシの実力がまだ低かった点も相まって、進化直前などを除いてほとんど指示を聞かなくなってしまう。さらにリザードンに進化してからは、傲岸不遜で攻撃的な性格になってしまう。自分が強敵と判断したポケモン相手にはやる気を出してはいるものの、サトシの指示は無視してバトルを行っている。
セキエイ大会のヒロシ戦ではサトシの最後の使用ポケモンとして使用され、ジッポ（ヒトカゲ）を一方的に退けるが、その後繰り出されたレオン（ピカチュウ）を格下と見なした途端、戦闘中に寝転んで戦う気を失くし、それが戦意喪失とみなされサトシの敗退が決まってしまった。オーキド博士もリザードンを使いこなせなかったことが原因だと指摘している。
転機が訪れたのはオレンジ諸島編の108話。ヒデ（声 - 真殿光昭）のニョロボンとのバトルで完全敗北を喫し、かなりのダメージを被った上「れいとうビーム」で凍らされてしまう。オレンジ諸島の名も無い僻地の島で、周りにポケモンセンターも無かった為、サトシは仲間たちの協力もあって徹夜で必死の看病をする。それをきっかけとして、ヒトカゲの頃の恩を思い出しサトシに再び心を開くようになった。ヒデのニョロボンとの再戦でリベンジを果たして以降はその高い実力を遺憾なく発揮し、リュウチンジムやオレンジリーグ、キキョウジムなどで活躍。
その後も周囲からは文句なしの実力者として見なされていたが、金銀編135話で多数のリザードンが生息している「リザフィックバレー」を訪れた際、他のリザードンに全く手も足も出ず、自分の弱さと上には上がいることを痛感。「世界一強くなりたい」と思うようになる。その際、意を汲んだサトシから突き放す言葉と共に後押しを受けて、「リザフィックバレー」で修行することになった。
あくまでジークが管理しているリザードン保護地区「リザフィックバレー」に預けられた立場であるため、サトシのポケモンであるのは変わらず、リザードンのモンスターボール自体はサトシが所持している模様。現在は谷で一緒に住む♀のリザードン「リサ」の彼氏として付き合っている様子（ジークの台詞からでイブキ曰く「彼女のボディーガードとのこと」）。
その後は、映画『結晶塔の帝王』での戦いや、フスベジム戦やジョウトリーグ、バトルファクトリー戦やバトルピラミッド戦など、数多くのバトルで応援に駆けつけている。
高い飛翔力と多彩な大技を操り、その実力に関してはサトシも「いざという時にはリザードンが頑張ってくれる」と述べ、ピカチュウと双璧をなす最強のパートナー。
「リザフィックバレー」に預けられて以降、再登場のたびに強さが増しており、多くのバトルでサトシを勝利に導いている。バトルフロンティア編においては伝説のポケモンであるフリーザーさえも1VS1で倒している。呼び戻された際は、ほぼ毎回親愛の表現としてサトシに「かえんほうしゃ」を浴びせるのがお約束。
BW2N編の8話で、オーキド博士からリザフィックバレーのリーダーを任されるまでに実力を上げていたことが語られていたが、カントーフェスティバルで進化前のヒトカゲを見たサトシが会いたくなり、リザフィックバレーからオーキド研究所を介して、ケンホロウと交換して呼び戻され、再び旅をする事になる。その前に、サトシがN達にヒトカゲの頃からの出会いを語る回想シーンはすべて新規映像で再現された。呼び戻された直後、実力のある者同士としていきなりアイリスのカイリューと一触即発になり、そのままバトル。激しいバトルの末、新たに習得した「ドラゴンテール」でカイリューにかなりのダメージを与えた所でお互いの実力を認め合い、バトルを終了した。また、無印編からBF編まで登場したときは低い鳴き声だったが、イッシュ編で登場したときは高めの鳴き声になった。
BW2DA編でも引き続きサトシ達との旅を続けており、2話ではアイリスのカイリューと共に逸れたピカチュウ達を捜索した。また、サトシがアイリスと大喧嘩してしまった際は、仲直りの為の後押しするような素振りも見せている。最終回では記念写真には写っているが、サトシがカロス地方に旅立つ際に再びリザフィックバレーに戻ったのか、オーキド研究所に預けられたのかは描かれていなかったが、PM2の68話にて既に修行を終えてオーキド研究所に預けられていたことが判明し、フシギダネと共にサトシと再会を果たした。サトシと再会する前にゴウカザルとバトルしていた。
現在の使用技は「かえんほうしゃ」、「きりさく」、「つばさでうつ」、「ドラゴンテール」。以前は「りゅうのいかり」、「ほのおのうず」、「メガトンパンチ」、「メガトンキック」、「とっしん」、「じごくぐるま」、「たいあたり」、「いかり」、「ロケットずつき」、「ひのこ」、「ちきゅうなげ」、「オーバーヒート」、「りゅうのいぶき」、「はがねのつばさ」も使用。炎技よりも「ちきゅうなげ」が決め技になることが多い。
『劇場版ポケットモンスター キミにきめた!』では、クロスのポケモンという設定で、こちらはリザードンになってからもサトシの指示を聞いている。また、クロスを完全に見限ったわけでは無く、終盤ではマーシャドーに操られたポケモン達に攻撃された彼を守っている。『ミュウツーの逆襲 EVOLUTION』でも忠実にサトシの指示通りに動いている。

### ゼニガメ
ゼニガメ
- 声 - 愛河里花子
- 性別：♂
- 戦績：6勝4敗
- 登場時期：PM・BF・BW・SM・MPM・OA・MV

12話から登場。元はトレーナーに捨てられたゼニガメたちの非行集団「ゼニガメ団」のボス。
捨てられたばかり故か人を信じられず、町で悪戯ばかりしていたが、ロケット団との騒動をきっかけに仲間を地元のジュンサーに託し、自分をロケット団の攻撃からかばったサトシになつき、仲間に加わる。その際に、カスミからゲットといえるのか疑問に持たれたが、サトシは「細かいことは気にしない」と言い返した。サトシ初のみずタイプ。以降多くのバトルで主力として活躍。
カントーのジム戦では相性のいいカツラのキュウコンに敗北するなどあまり活躍できなかったが、リーグ戦では2回戦でニドリーノを下し3回戦進出を決める活躍を見せた。オレンジ諸島編でもユズジムで「ハイドロポンプ」を覚えてスターミーを倒し、オレンジリーグではユウジのイワークを倒し、カイリューにもダメージを与えるなど、活躍を見せている。
149話にて、改心して消防団の一員となったかつての「ゼニガメ団」の仲間たちと再会、彼も共に消防団に入団することになり、サトシと別れカントーの街へと旅立って行った。サトシもゼニガメのことが忘れられないのか、151話でイワークの洞窟を抜けるために、いもしないゼニガメのみずでっぽうで打倒しようとしていた。
ジョウトリーグのモエ戦では、元々出場するはずであったキングラーが直前の負傷により出場不可となってしまい、そこにたまたま応援に現れ、そのまま試合に出場。相性の悪いエレブーを破り、彼女の切り札であるマグマラシとも交戦し、勝利。
BF編ではバトルピラミッド攻略の際、久々にサトシに呼び寄せられる。そこで同じくサトシに呼ばれたフシギダネやリザードンと再会し、全員で山篭りをし、ジンダイのテッカニンを倒すが、ソルロックには敗れた。BW2Nの8話ではサトシの回想に再登場。現在も消防団に入団しているためBW2のDAの最終回の集合写真にも写っていなかったが、SM第42話で消防団として活動していた所をロトム図鑑に写真を撮られていた。PM2でも未だに消防団として活動しているためサトシとの再会はなかったが、132話にて他のポケモンたちと共にピカチュウを応援した。
「めざせポケモンマスター」第5話にて久々に登場。今は消防団のみならずヒーローショーでも活躍しており、一躍有名となっていた。一度はサトシたちと再会したものの帰られたことで「仲間ではない」と思い込んでしまい、フシギダネやリザードンと喧嘩してしまうも、倉庫が火事になり共に消火したことで和解する。その後、新しい街へ向かうためにサトシたちと別れる。
義理堅く友情に厚い性格のようで、ゼニガメ団を率いていたこともあってか、時には親分肌な一面も見せる。フシギダネとは初期からの付き合いもあってか特に仲が良く、ジョウト編でゼニガメ団に戻る際に別れの握手をしたり、ジョウトリーグで再会した時には互いに喜ぶ様子などが見られる。ゼニガメ団時代に着用していたサングラスは甲羅の中に隠し持っており、時たま出す事があった。一人称は17話によると「おれ」。サトシが多く使うノーマルタイプの「ロケットずつき」は止めを刺すことに使うことが多い（ニドリーノやイワークなど）。また、「ハイドロポンプ」は大抵口から出すポケモンが多いが、彼は頭・手足・尻尾を甲羅に引っ込め、回転しながらその各箇所の穴からスプリンクラーの様に大量の水を散布するという演出になっている。
現在の使用技は「みずでっぽう」、「ハイドロポンプ」、「こうそくスピン」、「ロケットずつき」。以前は「たいあたり」、「からにこもる」、「バブルこうせん」、「あわ」も使用。

### キングラー
クラブ→キングラー
- 声 - 愛河里花子（クラブ）→石塚運昇（キングラー）→非公表（キングラー〈めざせポケモンマスター〉）
- 戦績：4勝1敗
- 登場時期：PM・HT・BW2・SS・PM2・MPM

13話から登場。元々はマサキの灯台付近の海岸に生息していた個体。通常の個体よりも小柄。
サトシが単身で挑み、差し出された木の枝を切り刻み油断したところをゲットされた。その時点で手持ちポケモンが7匹に達したため、オーキド博士の研究所に自動的に転送される。研究所では博士のお茶汲みをしたり、茶の間でお茶を飲む博士に電話を渡す場面が見られた。
77話におけるカントーでのリーグ戦1回戦で初めて戦闘要員として呼ばれる。それまで全くバトルの描写が無かったにも拘らず、初戦でコームのナッシーを相手に「にらみつける」で牽制し「ふみつけ」でとどめを刺す。初戦初勝利で士気が高まりキングラーに進化した上、立て続けに「クラブハンマー」でシードラを、巨大なハサミから発射される「はかいこうせん」でゴルバットを次々と撃破し、1匹で完封勝利を収める大活躍を見せた。その後、3回戦でも使用され、「からにこもる」で防御体勢をとったパルシェンを連続「クラブハンマー」で倒すもウインディの「りゅうのいかり」で倒される。
後にウズマキカップでも活躍。カスミのニョロゾを倒すが、サニーゴを出そうとしたところで勝手に出てきたコダックの「ねんりき」に敗れた。ジョウトリーグにも参加する予定だったが、直前に人助けをした時の事故で怪我をしてしまい、出場できなかった。
PM2では114話で研究所で他のポケモンたち（68話に登場しなかったポケモンも含めて）と共にサトシと再会。ピカチュウとPM2で仲間となったポケモンたちを出迎えた。
使用技は「クラブハンマー」、「あわ」、「はかいこうせん」、「みずでっぽう」、「はさむ」。進化前は「ふみつけ」、「にらみつける」、「かたくなる」も使用。

### オコリザル
（マンキー）→オコリザル
- 声 - 大竹宏（PM～BW）→間宮康弘（PM2）
- 登場時期：KT・AG・BW2

25話から登場。サトシたちが昼食をとっていたところに登場し、タケシからおにぎりを分けてもらう。些細なことで怒り出すというポケモン図鑑の説明に仲間は警戒していたが、笑顔で食べているところを見て、サトシがゲットを試みる。モンスターボールを投げるも、マネをしたマンキーがおにぎりを投げ、そのままおにぎりをゲットしてしまい、怒り始める。その後サトシの大事な帽子を強奪。ロケット団の登場に更に一悶着あり、コジロウに蹴り飛ばされ更に機嫌を悪くし、オコリザルへと進化。ロケット団を吹き飛ばし、サトシたちを執拗に追いかける。サトシはゼニガメ、フシギダネ、ヒトカゲで応戦するがゼニガメの「みずでっぽう」やフシギダネの「はっぱカッター」は通用せず、ヒトカゲも一方的な攻撃を喰らってしまう。窮地に立たされたヒトカゲが新技「いかり」を発動し、パワーアップした「かえんほうしゃ」を浴びて倒され、ゲットされた。サトシ初のかくとうタイプ。
気性の荒い性格から、当初はモンスターボールから出る度に暴れていた。このことから26話のタマムシジム戦では、エリカとのバトルでフシギダネの次に出そうとしたが「やっぱやめとこう…」と思い留まりヒトカゲを出す。
29話でP1グランプリ（ポケモンによるプロレス大会）に、娘のマナミ（声 - 麻見順子）を放ったらかしてエビワラーの修行に明け暮れるトレーナーのアノキ（声 - 立木文彦）と共に出場。その回でワンリキーの「ちきゅうなげ」で投げ飛ばされたときにサトシが体を張って自分を助けてくれたことに心を動かされ、サトシのために本気で戦うことを決める。初めてサトシの指示通りに闘う様子を観客席から見たカスミは驚愕した。
ムサシのサワムラー（他選手から横取り）と決勝戦に持ち越されるが優勝。その後アノキに格闘の素質を見込まれ本格的な修行を薦められる。一流のかくとうポケモンを目指すためサトシと別れることになった。
その後はサトシと再会する事はなかったが、AG編のOP、EDやBW2編のOPに登場し、AG編のEDではサトシの帽子を被っていた。サトシの手持ちポケモンの中でもっとも一緒にいた時期が短いポケモンである。
BWN2の8話ではサトシの回想で久々に登場。PM2ではピカチュウを応援した。「遥かなる青い空」にてサトシが「マンキー（声 - 光部樹、永井真里子、観世智顕）に帽子を取られた」と語っていた。
使用技は「メガトンキック」、「ちきゅうなげ」、「あばれる」、「みだれひっかき」。かくとうタイプの技を使う機会が非常に少なく、「けたぐり」や「じごくぐるま」、当時ノーマルタイプだった「からてチョップ」すら使わなかった。

### ベトベトン
ベトベトン
声 - 石塚運昇（PM～SM、PM2第132話・めざせポケモンマスター最終回）、堀内賢雄（PM第68話のみ）

- 戦績：1勝1敗
- 登場時期：PM・AG・DP・BW2・SM・PM2

30話から登場。元々はグンジョシティの水力発電所に大量発生し、水流をせき止め発電タービンを停止、自治体規模の大停電を引き起こしたベトベターの群れの親玉。
ピカチュウとコイルの強力な電気技で倒されサトシにゲットされるが、モンスターボール越しでも漏れ出る悪臭に耐え切れず、その場でオーキド研究所に転送された。弾力があるため物理攻撃ではダメージを受けにくく、ゲットされる前は発電所にいたためか、電気技に対する耐性もある。
その後しばらくは同じ立場のケンタロス・クラブたちと共にオーキド博士の研究所で留守番をしていた。サトシのセキエイ大会参戦の時には戦力を見込まれて呼び出され、4回戦にて登場。フシギダネ・ピカチュウを続けて倒した強敵、カオルコのマダツボミの物理技や格闘技、「はっぱカッター」を弾力で吸収し、「のしかかり」で倒す活躍を見せる。
オレンジ諸島編では、サトシに下水道の案内役として呼ばれ、モンスターボールから出した途端、サトシにのしかかった。
ジョウトリーグシロガネ大会でのシゲル戦でもメンバー入りして活躍を見せている。一勝も出来なかったものの、カメックスの体を包み込んだり、ハッサムの「でんこうせっか」や「メタルクロー」を体で和らげるなどした。
研究所暮らしが長いためか、オーキド博士によく懐いており、サトシがオーキド博士に電話する度に博士にのしかかるシーンが度々存在する。後にオダマキ博士にも懐いた様子で、本来の親であるサトシとはほとんど一緒にいたことがないが、懐いている。愛情表現として「のしかかり」を使い、主にオーキド博士やサトシがのしかかられ、AGではオダマキ博士にものしかかっている。
サイドストーリーではヤマトとコサブロウ、カモフラージュとして置いていたベトベトンを本物だと思い、盗まれたモンスターボールの上に覆い被さった。他のサイドストーリーの話では、ハナコに会いに研究所のドアを開けたケンジにものしかかった。
BW2N第1話で久々に登場し、相変わらずオーキド博士にのしかかっている。
SM第42話では、アローラのすがたのベトベトンとの比較のために呼び出され、サトシと再会し喜んで抱き着いた。SM第111話で声なしで再登場し、オーキド博士と共にロトム図鑑が送ったメルタンのデータを見ていた。
PM2では久々に声ありの登場となり、ケンタロスに吹っ飛ばされたサトシを受け止め、そのまま愛情表現として抱きつくなど相変わらず人懐っこい一面を見せた。
使用技は「のしかかり」、「ヘドロばくだん」、「どくガス」。

### ケンタロス
ケンタロス
- 声 - クレジットなし
- 性別：♂
- 戦績：1勝3敗1分
- 登場時期：PM・AG・BW2・PM2・SM・SS

35話でゲットされた。元々はサファリゾーンに生息していた30体の群れ。唯一の複数体ゲットしたポケモンでもある。タケシもゲットしていたが、タケシの分まで含まれているのかは不明。
サトシは1体目をゲット後、続いてサイホーンのゲットを試みる瞬間、目の前をケンタロスの群れが横切り誤って2体目をゲットしてしまう。そして、終わってみれば計30体をゲットしてしまい、その全個体がオーキド研究所へ転送された。
オーキド研究所の庭を元気よく走り回っていることが多く、オーキド博士によれば、それで体が鍛えられているらしい。1回だけ群れで突進してロケット団を撃退した事がある。時折屋内でも暴走している模様。
オレンジリーグのユウジでは、戦線離脱したカビゴンの代わりに群れのリーダーが急遽呼び出され、公式戦デビューを果たす。
3番手として登場し、強力な地面技や得意の力業で活躍し、ゲンガーには退却を余儀なくされるも、続くフシギバナを打ち倒す。切り札であるカイリュー相手に奮闘するも敗れてしまったが、ピカチュウの勝利に繋げた。
ジョウトリーグのシゲル戦で久々に登場するものの、ニドクインの「はかいこうせん」一発で呆気なく倒されてしまう。
バトルタワー戦で登板するが、初戦でフーディン相手に惨敗する。しかし、再戦時は相性の悪いメタグロス相手に奮闘し、どうにか相打ちに持ち込んだ。
AG133話の様子から、30匹全員がサトシに懐いているようである。DA最終回ではオーキド研究所に行こうとしたサトシの前を横切り吹っ飛ばした他、30匹全員サトシとの記念写真に写っていた。
SM第1話ではアローラ地方のポケモンスクールを初めて訪れた際にマオ、スイレン、マーマネが乗ったケンタロスに轢かれた直後、リーリエとの会話シーンで名前が登場。
SM第42話でも登場。サトシの再会に喜んだあまり、相変わらずサトシを吹っ飛ばした。
PM2でもやはりサトシを吹っ飛ばしている。
『ポケモン☆サンデー』で「サトシは何匹のポケモンを持っているのか?」という議題があった際、ケンタロスは「1匹」として扱われていた。またゲット時にはサファリボールで捕まえられたが、その後はモンスターボールに入れられている。
現在の使用技は「とっしん」、「つのでつく」、「かげぶんしん」。以前は「じわれ」、「じしん」も使用していた。

## オレンジ諸島編から登場したポケモン

### ラプラス
ラプラス
- 声 - 愛河里花子
- 戦績:1分
- 登場時期：OS・JT・MPM

86話から登場。サトシ初のこおりタイプ。元々は仲間の群れからはぐれ、ボンタン島の海岸に漂着した個体。
不良少年たちに虐められていた折、サトシたちに助けられて保護目的でゲットされる。当初こそ強い警戒心を抱いていたが、ロケット団に捕まったときに必死に自分を助けたサトシに心を開く。以降、オレンジ諸島編ではサトシたちの海での移動手段にもなる。ケンジ曰くまだ子供だったこともあり、人を乗せるのが好きらしく、はしゃいだりする。バトルでも、各ジム戦やオレンジリーグで得意の「れいとうビーム」を駆使し、氷を活用しての活躍を見せる。
115話ではぐれた群れと悲願の合流を果たし、群れを狙う海賊から群れを守った後、サトシたちに別れを告げた。259話では偶然サトシたちと再会。以前と違い子供の姿から大人の姿になっていた。この時のロケット団が起こした事件で群れを守ったのがきっかけで、群れの新リーダーに任命されることになった。
以降本編には登場していないが、AG編のED、BF編のOPでは他のポケモンたち同様に登場している。PM2でピカチュウを応援するシーンで久々に登場しており、この時は子供の姿で登場した。
MPMの第7話にて久々に登場し、岩にはまって動けなくなったホエルコを助けるようサトシたちに頼む。
使用技は「れいとうビーム」、「みずでっぽう」、「なみのり」。

### カビゴン
カビゴン
- 声 - 小西克幸
- 戦績：8勝3敗
- 登場時期：OS・JT・AG・DP・BW2・PM2・MPM・SS

96話から登場。元々はザボン七島でザボンを食い荒らしていた個体。
撃退法が練られた末、カントー地方のプリン（マイク型マーカーを持つ個体）に協力してもらい、眠ったところをゲットすることで事態は収束した。
当初はサトシの指示をまともに聞かず、食欲と睡眠などを優先する面が目立ったものの、後にサトシのトレーナーとしてのレベルが上がったためか指示を聞くようになる。
いわタイプのサイドンを相性的に不利な「メガトンパンチ」一撃で殴り飛ばす等、桁外れのパワーとスタミナを有し、さらにその巨体からは想像がつかない程のスピードを披露している。また、バタフライで泳ぐことができるなど水中戦が得意。
食事や昼寝の邪魔をされることを嫌がっており、ロケット団を吹っ飛ばしたり、寝起きが悪いときは他のポケモンに攻撃した。
オレンジリーグ出場の際、眠り込んでバトルに参加できなくなってしまった為、代役をケンタロスが務めている。
ジョウト地方では「ポケモン相撲大会」なる物に出場し、初参加ながら優勝という快挙を遂げた事もある。ルールは、受付での出場申請時に体重計で出た数値が特定の数値以上の体重なら参加可能という内容だが、カビゴンが乗ると体重計が壊れたため、問答無用で合格となり参加することになった。
その後はフスベジム、ジョウトリーグに出場。BF編ではその耐久力を見込まれバトルアリーナ戦に登場。本来苦手な格闘タイプのハリテヤマとチャーレムを立て続けに倒す大活躍をした。
DP182話でサトシがシンオウリーグエントリー後に研究所のポケモンを順に送ってもらった際に呼び戻されている。シンオウリーグ2回戦ではブーピッグを相手に「のしかかり」で勝負を決め、サトシに勝利をもたらしている。
PM2の68話ではサトシとの再会に喜んだ。
MPMの第4話ではミジュマル、ファイアロー、ガオガエンと共に手持ちに入れられていた。「メガトンパンチ」でツンベアーの息で出来た氷の柱を壊す活躍を見せた。
現在の使用技は「れいとうパンチ」、「はかいこうせん」、「ねむる」、「まもる」、「のしかかり」、「メガトンパンチ」。以前は「たいあたり」や「ずつき」も使用。

## その他のポケモン
サトシが正式にゲットしたポケモンではないが、サトシの仲間として加わったポケモン。

### ラッタ
ラッタ
- 登場時期：KT
- 親：ジェントルマン

15話に登場。サトシが初めて交換により入手したポケモン。ジェントルマンの手持ちとして初登場する。
サントアンヌ号でサトシのバタフリーと対戦（結果はバタフリーの勝勢のようだが、ジェントルマンの判定により引き分け）の後で、バタフリーを気に入ったジェントルマンからサトシに交換を提案された。ラッタを手持ちにしたサトシだが、バタフリーに対しての想いを改めて考え直し、騒動の後に、再度交換してもらっている。
サトシの手持ちの間では、バトルに参加したことはなかった。しかし騒動の最中、交換したのを忘れ、バタフリーを出すつもりでラッタを出したことはあった。
これ以降、サトシはエイパムをヒカリのブイゼルと交換するまでポケモンの交換を一切しなかった。
使用技は「とびひざげり」、「いかりのまえば」、「ひっさつまえば」。いずれも交換前の対戦時のみ使用。

### ゴースト
ゴースト
- 声 - 森川智之
- 登場時期：KT

23、24話に登場。ポケモンタワーでサトシになついて、同行する（サトシのゼニガメもなついて同行したが、再登場からはボールの中に入っている）。
モンスターボールに入っているシーンはなく、ピカチュウのように自由に動いている。
サトシ自身、「ゲットした」と言い、バトルに参加させるつもりだった。しかし、タケシには疑問を抱かれている。
なお、サトシの過去のポケモンが登場するAGのOPやEDには未登場、『ポケモンだいすきクラブ』の「サトシのポケモン チェックだぜ!!」や『ポケモン☆サンデー』で「サトシは何匹のポケモンを持っているのか?」という議題があった際にもゲットにカウントされていない。仮にゴーストが手持ちでも、6体目の手持ちとして筋は通る。
かなりのお笑い好きでいたずら好き。ポケモンタワーにいた頃は仲間のゴース、ゲンガーと共にお笑い番組鑑賞を楽しんでいた。ゲンガーとは自身の漫才も披露するが、サトシには全くウケなかった。持ちギャグは、目玉を飛び出したり、外した目玉を口から出したりなど、ゴーストポケモンらしいものである。
サトシがゴーストを仲間にしたかったのは、エスパータイプ（ナツメのユンゲラー）に対抗できる"ゆうれいポケモン"が欲しかったためである。
忘れっぽい性格もあり、肝心のジム戦では初っ端から姿を見せなかった。唐突にやって来たと思えばジムリーダーのナツメに対してシュールかつ大胆なネタをぶつけ、ナツメに初めての笑顔を提供した。ナツメを気に入ったのかジム戦の後、ヤマブキジムに残りサトシと別れる。作中では、ナツメと一緒にサトシに別れの挨拶をするシーンにいきなり突入しており、ゴーストがサトシと別れた理由は明確には描かれていない。
使用技は「したでなめる」。バトルシーンはないため愛情表現としてのみ使用。

### トゲピー
- 声 - こおろぎさとみ
- 登場時期：KT

サトシが卵の状態でリュックにいれていたポケモン。生まれた際に、正式の持ち主を決めるためのトーナメント戦でも優勝したが、カスミに懐いたため断念した。それ以降はカスミの手持ちとなる。

### バリヤード
バリヤード
- 声 - うえだゆうじ
- ニックネーム：バリちゃん
- 登場時期：PM・AG・DA・BW2DA・SM・PM2・SS・MV

元々はハナコに懐いて、サトシ宅に住み着いていた個体。サトシ初のエスパー、およびフェアリータイプ。PM2で一時的だが、手持ちとして加わった事があった。
SMではくじ引きで当たった事によりアローラ地方に訪れて、サトシがスクールライフのきっかけを作る。
長らくサトシ宅にて家事手伝いを行っていたが、PM2編ではハナコの頼みでサクラギ研究所へ残り、サトシの身の回りの世話を行う。第136話ではサトシがサクラギ研究所を出て旅立ったため、サトシ宅に戻っている。
陽気でコミカルな性格。日常的にパントマイムやカンフー体操を行っている。PM2では時折顔芸をするようになった。家事全般のスキルはとても高く、その腕前は同シリーズのタケシやデントに匹敵する。
披露する機会は少なかったものの、エスパータイプ特有のトリッキーな戦法を得意とする。身のこなしが非常に軽く、最小限の動きで技を回避することが可能（サクラギ曰く「体幹がしっかりしているため」）。サイドストーリーではハナコの指示でバトルを行った。
バトルフロンティア・ビードロカップ決勝戦にて、ホウジのハリテヤマを翻弄し、見事勝利する。しかし、続くグラエナにはエスパータイプの技が効かないためか、フェアリータイプにも関わらず戦意喪失となり自ら降板した。同話で初めてサトシがモンスターボールから出すシーンがある。
その後はリオルの特訓シーンでも登場しており、27話では相性が有利でありながらも押され気味となっていた。30話ではリオルの特訓ばかりしているサトシに嫌気がさして家出しようとするピカチュウを連れ戻そうとした。
現在の使用技は「サイコキネシス」、「リフレクター」、「きあいパンチ」。以前は「バリアー」、「ひかりのかべ」、「おうふくビンタ」も使用。
ピカチュウやリザードンは、7体目のポケモンとして連れていたこともあった。
また、他人のポケモンを一時的に借用したこともあった。コラッタやポッポは、トキワシティのポケモンセンターがロケット団に襲撃された際に咄嗟に投げた他人のモンスターボールから出た個体。アーボック、マタドガス、ニャースはポケモン検定試験のバトル試験でのレンタルポケモンとして登場し、ロケット団よりもまずまずな立ち回りを見せた。フーコはポニータと共にポケモンレースに出場するはずだったが、ロケット団による妨害行為により負傷した事でサトシが代理で出場し、レース終盤の土壇場でポニータはギャロップへ進化し、僅差で1着ゴールという快挙を遂げた。